# Francisco Goitia
Francisco Goitia (* 4. Oktober 1882 in Zacatecas; † 26. März 1960 in Mexiko-Stadt) war ein mexikanischer Maler.
Er studierte zunächst an der Academia de San Carlos, war vier Jahre zum Studium in Barcelona bei Francisco Galli und vier weitere Jahre in Italien.  1912 kehrt er nach Mexiko zurück in seine Heimatstadt Zacatecas. Goitia nimmt unter General Felipe Angeles an Revolutionskämpfen teil. Um diese Zeit schuf er zwei Revolutionsbilder 1916 „Baile de la revolution“ und ein Jahr später das Pastell „Al ahorca“.